# Giáo hội Phật giáo Việt Nam

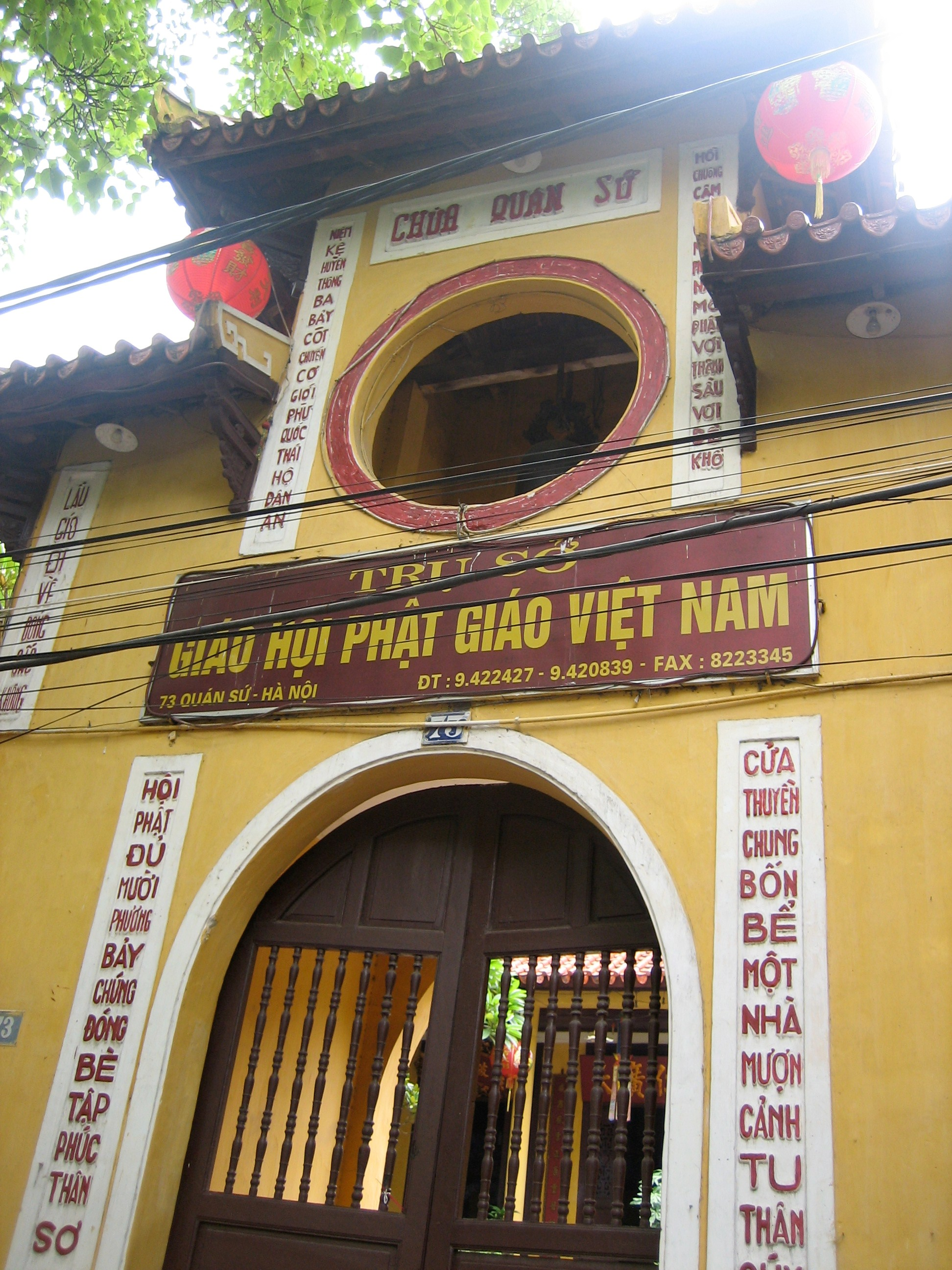
Trụ sở Giáo hội Phật giáo Việt Nam tại chùa Quán Sứ, Hà Nội

Giáo hội Phật giáo Việt Nam là tổ chức Phật giáo toàn quốc của Việt Nam, là đại diện Tăng, Ni, Phật tử Việt Nam trong và ngoài nước, là thành viên các tổ chức Phật giáo Quốc tế mà Giáo hội tham gia và là thành viên của Mặt trận Tổ quốc Việt Nam. Giáo hội được thành lập sau Hội nghị thống nhất Phật giáo Việt Nam tổ chức tại chùa Quán Sứ, Hà Nội, được triệu tập bởi Ban Vận động Thống nhất Phật giáo Việt Nam vào ngày 7 tháng 11 năm 1981 nhằm thống nhất tất cả sinh hoạt Phật giáo của tăng ni, phật tử Việt Nam. Đệ Tứ Pháp chủ - Đức Pháp chủ hiện nay, là Đại lão Hòa thượng Thích Trí Quảng. Ngoài Văn phòng Trung ương Giáo hội đặt tại Chùa Quán Sứ thì Văn phòng Thường trực của Giáo hội tại Thành phố Hồ Chí Minh đặt tại Thiền viện Quảng Đức.
Phương châm của Giáo hội là: Đạo pháp - Dân tộc - Chủ nghĩa xã hội trên cơ sở kính ngưỡng, phụng hành Giáo pháp, Giới luật Phật chế và tuân thủ Pháp luật nước Cộng hòa Xã hội Chủ nghĩa Việt Nam.

## Tên gọi
Theo Hiến chương của Giáo hội, danh xưng của giáo hội là Giáo hội Phật giáo Việt Nam, viết tắt là GHPGVN, tên tiếng Anh là "Vietnam Buddhist Sangha", viết tắt là "VBS".

## Đạo ca, Đạo kỳ và Đạo hiệu
Đạo ca Giáo hội Phật giáo Việt Nam là ca khúc "Phật giáo Việt Nam" của nhạc sĩ Lê Cao Phan.
Đạo kỳ Giáo hội Phật giáo Việt Nam là cờ Phật giáo 5 màu, được chia thành 6 ô dọc. 5 ô đầu có các màu theo thứ tự: xanh, vàng, đỏ, trắng, vàng cam; ô thứ 6 chia thành 5 ô ngang, có 5 màu theo thứ tự: xanh, vàng, đỏ, trắng, vàng cam, biểu trưng cho 5 pháp: Tín, Tấn, Niệm, Định, Tuệ.
Đạo hiệu của Giáo hội Phật giáo Việt Nam hình tròn, nền xanh lá cây đậm, ở giữa vòng trong có hoa sen màu trắng tám cánh, phía trong có gương sen 08 hạt màu trắng, biểu trưng cho Bát Chánh đạo; vòng ngoài có vòng chữ Giáo hội Phật giáo Việt Nam màu trắng.

## Lịch sử hình thành

### Các Hội Phật giáo Cứu quốc (1945-1958)
Năm 1941 Mặt trận Việt Minh ra đời. Nhiều tu sĩ và tăng sĩ Phật giáo đã gia nhập. Lúc này Việt Nam chưa có tổ chức Phật giáo thống nhất.
Sau khi Việt Nam Dân chủ Cộng hòa được thành lập vào ngày 2 tháng 9 năm 1945, nhiều tăng sĩ Phật giáo ủng hộ chính phủ và đi theo kháng chiến. Trong thời kỳ Chiến tranh Đông Dương chống Pháp, nhiều Hội Phật giáo Cứu quốc được thành lập trên khắp Việt Nam.
Thời kỳ này các vị hòa thượng và tu sĩ Phật giáo theo kháng chiến có thể kể đến: Thích Tịnh Khiết, Thích Minh Nguyệt. Thích Tâm An, Thích Thanh Chân, Thích Trí Thủ, Thích Mật Thể, Thích Thế Long, Thích Thiện Minh, Thích Trí Quang, Thích Trí Độ, Thích Thanh Tứ, Minh Tịnh...

### Tổng hội Phật giáo Việt Nam (5/1951-1964)
Từ ngày 6 đến ngày 9  tháng 5 năm 1951,  dưới nỗ lực của thượng tọa Tố Liên, tổ chức Phật giáo thống nhất đầu tiên của Việt Nam được thành lập tại chùa Từ Đàm (Huế) do hòa thượng Thích Tịnh Khiết làm Hội chủ.

### Giáo hội Tăng già Toàn quốc (9/1952-1964)
Thành lập ngày 07/09/1951 có trụ sở tại chùa Quán Sứ (Hà Nội), Hòa thượng Tuệ Tạng (Thích Tâm Thi) (1889 - 1959) là Thượng thủ đầu tiên.

### Hội Phật giáo Thống nhất Việt Nam (1958-1981)
Được thành lập ở miền Bắc thuộc Việt Nam Dân chủ Cộng hòa, do sư cụ Thích Trí Độ làm Hội trưởng (1958 - 1979), sau khi ngài viên tịch thì Phó Hội trưởng là Hòa thượng Thích Đức Nhuận thay.

### Giáo hội Phật giáo Việt Nam thống nhất (1964-nay)
Ở Miền Nam Việt Nam, ngày 31 tháng 12 năm 1963, đại diện 11 tông phái và hội Phật giáo Bắc tông và Nam tông đã cùng nhau họp tại chùa Xá Lợi, Sài Gòn, để soạn thảo Hiến chương thành lập Giáo hội Phật giáo Việt Nam Thống nhất. Ngày 4/1/1964, Giáo hội Phật giáo Việt Nam Thống nhất ra đời và trở thành cơ quan lãnh đạo sinh hoạt Phật giáo tại miền Nam Việt Nam do hòa thượng Thích Tịnh Khiết (1891 - 1973) là Tăng thống.

### Giáo hội Phật giáo Cổ truyền Việt Nam (1969-1981)
Tại miền nam giai đoạn Việt Nam Cộng hòa còn có một tổ chức phật giáo khác là Giáo hội Phật giáo Cổ truyền Việt nam, thành lập năm 1969 từ sự hợp nhất giữa Giáo hội Lục Hòa Tăng và Giáo hội Lục Hòa Phật tử. Trụ sở đặt tại chùa Giác Lâm, Tăng thống đầu tiên là Hòa thượng Thích Huệ Thành và Tổng Thư ký đầu tiên là Hòa thượng Thích Thiện Hào.
GHPGCTVN có xu hướng chống Việt Nam Cộng hòa và Hoa Kỳ nên tích cực ủng hộ Mặt trận Dân tộc Giải phóng Miền Nam. Sau khi Việt Nam thống nhất thì GHPGCTVN gia nhập Ban Liên lạc Phật giáo Yêu nước. Năm 1981 thì GHPGCTVN là 1 trong 9 tổ chức thành viên sáng lập Giáo hội Phật giáo Việt Nam.

### Giáo hội Phật giáo Việt Nam (1981-nay)
Với mục đích thống nhất các tổ chức, hệ phái Phật giáo tại Việt Nam dưới một tổ chức duy nhất, cuộc Vận động thống nhất Phật giáo được tiến hành. Sự thống nhất Phật giáo Việt Nam được xây dựng trên nguyên tắc: Thống nhất ý chí và hành động, thống nhất lãnh đạo và tổ chức; đồng thời vẫn tôn trọng và duy trì các truyền thống Hệ phái, cũng như các pháp môn và phương tiện tu hành đúng Chính pháp. Năm 1980, Ban vận động thống nhất Phật giáo Việt Nam ra đời, do Hòa thượng Thích Trí Thủ - Viện trưởng Viện hóa đạo Giáo hội Phật giáo Việt Nam Thống nhất làm trưởng ban.
Năm 1981, Đại hội các tổ chức Phật giáo được tổ chức tại chùa Quán Sứ, Hà Nội. Một tổ chức mới ra đời, lấy tên là Giáo hội Phật giáo Việt Nam, là hợp nhất của 9 tổ chức:
- Hội Phật giáo Thống nhất Việt Nam
- Giáo hội Phật giáo Việt Nam thống nhất
- Giáo hội Phật giáo Cổ truyền Việt Nam
- Giáo hội Tăng già Nguyên thủy Việt Nam
- Ban liên lạc Phật giáo Yêu nước Thành phố Hồ Chí Minh
- Giáo hội Thiên thai giáo Quán Tông
- Giáo hội Tăng già Khất sĩ Việt Nam
- Hội đoàn kết Sư sãi Yêu nước Tây Nam Bộ
- Hội Phật học Nam Việt

Đại hội đã thông qua Hiến chương Giáo hội Phật giáo Việt Nam đồng thời suy tôn, suy cử giáo phẩm lãnh đạo Hội đồng Chứng Minh và Hội đồng Trị sự nhiệm kỳ I (1981 - 1986) bao gồm:
- Pháp chủ là Hòa thượng Thích Đức Nhuận (nguyên Quyền Hội trưởng Hội Phật giáo Thống nhất Việt Nam)
- Đệ nhất Phó pháp chủ kiêm Giám luật là Hòa thượng Thích Đôn Hậu từ tháng 11/1981 cho đến khi ngài từ chức ngày 08/02/1982 (nguyên Tăng thống Giáo hội Phật giáo Việt Nam Thống nhất)
- Chủ tịch Hội đồng Trị sự là Hòa thượng Thích Trí Thủ từ tháng 11/1981 cho đến khi ngài bị nạn năm 1984 (nguyên Viện trưởng Viện Hóa đạo Giáo hội Phật giáo Việt Nam Thống nhất)
- Phó chủ tịch Hội đồng Trị sự là Hòa thượng Thích Trí Tịnh (nguyên Phó Viện trưởng Viện Hóa đạo Giáo hội Phật giáo Việt Nam Thống nhất)

## Tôn chỉ, mục đích
Giáo hội có mục đích hoằng dương Phật pháp, phát triển Giáo hội Phật giáo Việt Nam trong nước và ở nước ngoài, tham gia xây dựng, bảo vệ Tổ quốc, phục vụ dân tộc, góp phần xây dựng hòa bình, an lạc cho thế giới. Giáo hội cam kết hoạt động đúng với Giáo pháp, Giáo luật Phật chế và Pháp luật của nước Cộng hòa Xã hội Chủ nghĩa Việt Nam.

## Tổ chức
- Cấp Trung ương
  - Đại hội Đại biểu Phật giáo Toàn quốc: diễn ra 5 năm 1 lần với sự tham dự của các thành viên Hội đồng Chứng minh, các thành viên Hội đồng Trị sự và các đại biểu ban viện trung ương; cũng như các thành viên Ban Trị sự địa phượng và các đại biểu ban viện địa phương của toàn quốc. Đây là cơ quan quyền lực nhất của Giáo hội Phật giáo Việt Nam, có trách nhiệm bầu chọn thành viên và suy tôn chức vụ lãnh đạo của Hội đồng Chứng minh và Hội đồng Trị sự.
  - Hội đồng Chứng Minh: thành viên Hội đồng Chứng minh là các Hòa thượng. Đứng đầu Hội đồng Chứng Minh là Pháp chủ, dưới là các Phó Pháp chủ và các Ủy viên khác.
  - Hội đồng Trị sự: thành viên Hội đồng Trị sự là các Hòa thượng, Thượng toạ, Đại đức, Ni trưởng, Ni sư, Sư cô, Cư sĩ. Đứng đầu Hội đồng Trị sự là Chủ tịch, dưới là các Phó Chủ tịch và các Trưởng ban.
- Cấp Tỉnh và Thành phố trực thuộc trung ương: có Tỉnh hội hoặc Thành hội Phật giáo, lãnh đạo bởi Ban Trị sự Tỉnh hội hoặc Thành hội. Đứng đầu là Trưởng ban Trị sự.
- Cấp Quận, Huyện, Thị xã và Thành phố trực thuộc tỉnh: có Quận hội, Huyện hội, Thị hội hoặc Thành hội Phật giáo, lãnh đạo bởi Ban Trị sự Quận hội, Huyện hội, Thị hội hoặc Thành hội. Đứng đầu là Trưởng ban Trị sự.

Hiện nay, hoạt động dưới sự chỉ đạo của Giáo hội là khoảng 17.000 cơ sở tôn giáo như các chùa, thiền viện, tự viện, tịnh xá, tịnh thất,..., và trên 50.000 Tăng Ni tại tất cả các tỉnh trên toàn quốc.

### Cấp Trung ương

#### Đại hội Đại biểu Phật giáo Toàn quốc
Đại hội Đại biểu Phật giáo Toàn quốc diễn ra 5 năm 1 lần để bầu chọn các thành viên và suy tôn các lãnh đạo Hội đồng Chứng minh và Hội đồng Trị sự. Đại hội cũng bầu chọn và suy tôn các thành viên Ban Thường trực tương ứng . Vị trí lãnh đạo của Hội đồng Chứng minh (là Pháp chủ) và Hội đồng Trị sự (là Chủ tịch) cũng do Đại hội suy tôn.
Ngoài ra Đại hội cũng là cơ quan quyền lực nhất trong vai trò diễn giải đạo pháp và đưa ra các quy định về giáo luật.
Đại hội Đại biểu lần gần đây nhất vào năm 2022 có hơn 1,090 đại biểu tham dự. Đại biểu tham dự là thành viên Hội đồng Chứng minh, Hội đồng Trị sự và các ban viện trung ương; thành viên Ban Trị sự địa phương và các ban viện địa phương; và các Phật tử tiêu biểu trong cả nước.

#### Hội đồng Chứng minh
Theo Hiến chương Giáo hội: Hội đồng Chứng minh là cơ quan lãnh đạo tối cao về Đạo pháp và Giới luật của Giáo hội Phật giáo Việt Nam. Hội đồng Chứng minh suy cử Ban Thường trực Hội đồng Chứng minh để thực thi các chức năng, nhiệm vụ của Hội đồng Chứng minh giữa hai kỳ Đại hội Đại biểu Phật giáo toàn quốc; giám sát và chứng minh các hoạt động Phật sự của các cấp Giáo hội. Hội đồng Chứng minh của Giáo hội gồm chư vị Hòa thượng tiêu biểu của Giáo hội Phật giáo Việt Nam; có ít nhất 70 tuổi đời và 50 tuổi đạo; được Ban Thường trực Hội đồng Chứng minh tiền nhiệm giới thiệu và Đại hội Đại biểu toàn quốc Giáo hội Phật giáo Việt Nam suy tôn. Chư vị Hòa thượng được suy tôn vào Hội đồng Chứng minh thì không tham gia Hội đồng Trị sự, ngoại trừ một số trường hợp đặc biệt do Ban Thường trực Hội đồng Trị sự đề nghị. Chư vị Hòa thượng thành viên Hội đồng Chứng minh tại vị trọn đời, ngoại trừ trường hợp đặc biệt mới phải miễn nhiệm, do quyết định của Hội đồng Chứng minh với đa số 2/3 thành viên biểu quyết tán thành. Trong thời gian của nhiệm kỳ, nếu Đức Pháp chủ khuyết vị thì Ban Thường trực Hội đồng Chứng minh cung thỉnh một trong các vị Phó Pháp chủ đảm nhiệm Quyền Pháp chủ và thông báo Hội đồng Chứng minh, Hội đồng Trị sự biết để suy cử trong Hội nghị Thường niên gần nhất của Trung ương Giáo hội Phật giáo Việt Nam. Đối với các chức danh khác bị khuyết vị, Ban Thường trực Hội đồng Chứng minh suy cử một trong các thành viên Ban thường trực Hội đồng Chứng minh kiêm nhiệm cho đến hết nhiệm kỳ. Nhiệm kỳ của Ban Thường trực Hội đồng Chứng minh là 5 năm, tương ứng với nhiệm kỳ Đại hội Đại biểu Phật giáo Toàn quốc Giáo hội Phật giáo Việt Nam.
Hiện tại Hội đồng Chứng minh nhiệm kỳ 2022-2027 có 112 thành viên (đều là các Hòa thượng) do Đại hội Đại biểu Phật giáo Toàn quốc suy tôn. Ban Thường trực Hội đồng Chứng minh nhiệm kỳ 2022-2027 có 30 thành viên cũng do Đại hội Đại biểu Phật giáo Toàn quốc suy tôn từ các thành viên Hội đồng Chứng minh .
Thành viên và lãnh đạo Ban Thường trực Hội đồng Chứng minh bao gồm :
- Đức Pháp chủ Hội đồng Chứng minh
- 3 Phó Pháp chủ kiêm Giám luật Hội đồng Chứng minh
- 1 Phó Pháp chủ kiêm Chánh Thư ký Hội đồng Chứng minh
- 7 Phó Pháp chủ Hội đồng Chứng minh
- 2 Phó Thư ký Hội đồng Chứng minh
- 15 Ủy viên Thường trực Hội đồng Chứng minh

Ngày 8/7/2020 Hội đồng Giám luật thuộc Hội đồng Chứng minh GHPGVN được thành lập gồm:
- 1 Chủ tịch hội đồng Giám Luật là Đệ Nhất Phó Pháp Chủ Hội đồng Chứng minh
- 6 thành viên thuộc hội đồng giám luật gồm những Trưởng lão Phó Pháp Chủ Hội đồng Chứng minh
- 1 vị thư ký

#### Hội đồng Trị sự
Theo Hiến chương Giáo hội: Hội đồng Trị sự là cơ quan điều hành, quản lý hành chính cao nhất của Giáo hội Phật giáo Việt Nam về mọi mặt hoạt động giữa hai nhiệm kỳ. Hội đồng Trị Sự là cơ quan duy nhất giữ quyền phát ngôn của Giáo hội Phật giáo Việt Nam, có trách nhiệm về nội dung phát ngôn do các cơ quan, cá nhân trong Giáo hội Phật giáo Việt Nam thực hiện; quản lý hoạt động thông tin truyền thông có liên quan đến Giáo hội Phật giáo Việt Nam; có trách nhiệm phối hợp với các cơ quan Nhà nước có thẩm quyền trong việc xử lý các tổ chức, cá nhân phát ngôn, thông tin truyền thông có nội dung xuyên tạc, thiếu chính xác, thiếu khách quan liên quan đến Giáo hội Phật giáo Việt Nam các cấp và các thành viên. Hội đồng Trị Sự có nhiệm vụ: Suy cử Ban Thường trực Hội đồng Trị sự theo quy định của Hiến chương; Ấn định chương trình hoạt động hằng năm của Giáo hội theo Nghị quyết của Đại hội Đại biểu Phật giáo toàn quốc Giáo hội Phật giáo Việt Nam; Tổ chức triển khai thực hiện, đôn đốc, kiểm tra việc thực hiện chương trình hoạt động Phật sự toàn nhiệm kỳ, chương trình hoạt động Phật sự hằng năm, chương trình chuyên biệt và những sự kiện trọng đại của Giáo hội; Tổ chức hướng dẫn, quản lý, điều hành, chỉ đạo các mặt công tác của các cấp Giáo hội từ Trung ương đến địa phương; ban hành Quy chế, Nội quy để cụ thể hóa và thực thi theo các quy định của Hiến chương, nhằm đảm bảo hiệu quả hoạt động của Giáo hội Phật giáo Việt Nam; Được quyền phân công, luân chuyển nhân sự tham gia Ban Trị sự trên cơ sở trao đổi với các cơ quan Nhà nước có thẩm quyền tại địa phương trong trường hợp Ban Trị sự cấp tỉnh, thành thiếu nhân sự; Quyết định bổ nhiệm trụ trì các cơ sở do Giáo hội Phật giáo Việt Nam cấp Trung ương và cấp tỉnh thành lập, quản lý trên cơ sở tham khảo ý kiến với hệ phái, sơn môn (nếu có liên hệ) và cơ quan có thẩm quyền; Giới thiệu Tăng Ni, Cư sĩ Phật tử tham gia các cơ quan dân cử, tổ chức chính trị - xã hội; Đề nghị cơ quan Nhà nước xử lý đối với các tổ chức, cá nhân trong và ngoài Giáo hội Phật giáo Việt Nam vi phạm quyền và lợi ích hợp pháp chính đáng của cơ sở tự viện và thành viên Giáo hội Phật giáo Việt Nam; Kiểm tra, xử lý các vi phạm Giáo luật, Hiến chương, Quy chế, Nội quy và các quy định khác của Giáo hội; Phê chuẩn kế hoạch, chương trình hoạt động Phật sự của Ban, Viện Trung ương, Văn phòng Trung ương Giáo hội, các tổ chức cơ sở và thành viên trực thuộc Trung ương Giáo hội và Giáo hội Phật giáo Việt Nam cấp tỉnh; Đề nghị Ban thường trực Hội đồng Chứng minh tấn phong trước kỳ hạn trong trường hợp đặc biệt cần thiết đối với nhân sự bổ sung vào các chức vụ bị khuyết thuộc thẩm quyền suy cử của Hội đồng Trị sự; Tổng hợp ý kiến của chư Tăng Ni, Cư sĩ Phật tử thành viên Giáo hội Phật giáo Việt Nam để phản ánh đến cơ quan có thẩm quyền về chủ trương, chính sách pháp luật liên quan đến hoạt động tôn giáo. Thành viên Hội đồng Trị sự, gồm chư vị Hòa thượng, Thượng tọa, Ni trưởng, Ni sư, quý vị Đại đức Tăng Ni và Cư sĩ Phật tử tiêu biểu có nhiều thành tích đóng góp cho Đạo pháp và Dân tộc. Thành viên tham gia Hội đồng Trị sự không quá 80 tuổi; mỗi thành viên không kiêm nhiệm quá 2 chức danh trong Ban Thường trực Hội đồng Trị sự; mỗi chức danh không quá 3 nhiệm kỳ.
Hiện tại Hội đồng Trị sự nhiệm kỳ 2022-2027 có 235 thành viên (là các Hòa thượng, Thượng tọa, Đại đức, Ni trưởng, Ni sư và Cư sĩ Phật tử) do Đại hội Đại biểu Phật giáo Toàn quốc suy tôn. Ban Thường trực Hội đồng Trị sư nhiệm kỳ 2022-2027 có 65 thành viên do Đại hội Đại biểu Phật giáo Toàn quốc suy tôn từ các thành viên Hội đồng Trị sự.
Hội đồng Trị sự điều hành và quản lý :
- Văn phòng Giáo hội
- Ban Tăng sự Trung ương
- Ban Hoằng pháp Trung ương
- Ban Giáo dục Phật giáo Trung ương
- Ban Nghi lễ Trung ương
- Ban Văn hóa Trung ương
- Ban Hướng dẫn Phật tử Trung ương
- Ban Kinh tế Tài chính Trung ương
- Ban Thông tin Truyền thông
- Ban Từ thiện Xã hội Trung ương
- Ban Pháp chế Trung ương
- Ban Kiểm soát Trung ương
- Ban Phật giáo Quốc tế
- Các Ban Trị sự cấp Tỉnh và Thành phố trực thuộc trung ương
- Các Đại diện Phật giáo Việt Nam tại nước ngoài
- Các học viện và viện nghiên cứu Phật giáo

Thành viên và lãnh đạo Ban Thường trực Hội đồng Trị sự bao gồm :
- Chủ tịch Hội đồng Trị sự
- 2 Phó Chủ tịch Thường trực Hội đồng Trị sự
- 1 Phó Chủ tịch kiêm Tổng Thư ký Hội đồng Trị sự
- 9 Phó Chủ tịch Hội đồng Trị sự
- 2 Phó Tổng Thư ký Hội đồng Trị sự
- 39 Ủy viên Thường trực Hội đồng Trị sự
- 5 Ủy viên Thư ký Hội đồng Trị sự
- 1 Ủy viên Thủ quỹ Hội đồng Trị sự

Ngoài ra các thành viên Ban Thường trực Hội đồng Trị sự cũng kiêm nhiệm vị trí Trưởng ban, Viện trưởng, Chánh Văn phòng và Phó Trưởng ban, Phó Viện trưởng của các ban viện trung ương.

### Cấp Tỉnh
Ban Trị sự cấp tỉnh, đứng đầu là Trưởng ban Trị sự, do Đại hội Phật giáo cấp tỉnh suy tôn và được phê chuẩn bởi Hội đồng Trị sự.
Ban Trị sự cấp tỉnh có trách nhiệm giám sát và chứng minh các hoạt động Phật sự của địa phương. Ban Trị sự sẽ suy cử chư vị Hòa thượng tiêu biểu của Phật giáo ở địa phương cho Hội đồng Chứng minh. Giúp việc cho Ban Trị sự sẽ có các ban và viện được bố trí và đặt tên tương tự như ở cấp trung ương.
Danh sách các Trưởng ban Trị sự Giáo hội Phật giáo Việt Nam các tỉnh thành:
| STT | Đạo hiệu                      | Tỉnh                                     | Năm sinh  | Trụ trì | Chức danh khác |
| --- | ----------------------------- | ---------------------------------------- | --------- | --- | --- |
| 1   | HT Thích Thanh Nhiễu          | - Nghệ An - Lai Châu                     | 1952      | - Chùa Quán Sứ (Hà Nội) - Chùa Bái Đính (Ninh Bình) - Chùa Tam Chúc (Hà Nam)                                                           | - Phó Chủ Tịch Thường Trực HĐTS TW GHPGVN - Phó Trưởng ban Thường trực Ban Tăng sự Trung ương |
| 10  | HT. Thích Thanh Duệ           | Vĩnh Phúc                                | 1951      | | |
| 8   | HT. Thích Gia Quang           | - Cao Bằng - Tuyên Quang                 | 1954      | - Chùa Liên Phái (TP. Hà Nội) - Chùa Phố Cũ (Cao Bằng)                                                                                 | - Phó Chủ Tịch Hội Đồng Trị Sự TW GHPGVN - Trưởng Ban Thông tin Truyền thông TW GHPGVN |
|     | HT. Thích Bảo Nghiêm          | - Thủ đô Hà Nội - Hà Tĩnh                | 1956      | - Chùa Lý Triều Quốc Sư (Hà Nội) - Chùa Bà Đá (Hà Nội) - Chùa Bằng (Hà Nội) - Chùa Kim Long (Hà Nội) - Chùa Vạn Phúc (Hà Nội)          | - Phó Chủ Tịch Hội Đồng Trị Sự TW GHPGVN - Trưởng Ban Hoằng Pháp TW GHPGVN - Đại biểu Quốc hội nước CHXNCN Việt Nam khóa XIII, XIV, XV |
|     | HT Thích Quảng Tùng           | TP. Hải Phòng                            | 1953      | - Chùa Dư Hàng (TP. Hải Phòng) - Chùa Tháp Tường Long (Đồ Sơn - Hải Phòng)                                                             | - Phó Chủ Tịch Hội Đồng Trị Sự TW GHPGVN - Trưởng Ban Từ thiện Xã hội TW GHPGVN |
| 4   | HT. Đào Như (Laddhapanno)     | TP. Cần Thơ                              | 1955      | | - Phó Chủ Tịch Hội Đồng Trị Sự TW GHPGVN - Viện trưởng Học viện Phật giáo Nam tông Khmer |
| 6   | HT Thích Quảng Hà             | Nam Định                                 | 1963      | - Chùa Cẩm (Ý Yên - Nam Định) - Chùa Phúc Trọng (TP. Nam Định)                                                                         | - Phó Chủ Tịch Hội Đồng Trị Sự TW GHPGVN - Phó Trưởng Ban thường trực Ban Kiểm Soát TW GHPGVN - Hiệu trưởng Trường Trung cấp Phật học tỉnh Nam Định - Ủy viên UBMTTQ tỉnh Nam Định |
| 9   | HT Thích Thanh Quyết          | - Hà Nam - Quảng Ninh - Sơn La - Bắc Kạn | 1962      | - Khu di tích Yên Tử (Quảng Ninh) - Chùa Phúc Khánh (Hà Nội) - Chùa Non Nước (Hà Nội)                                                  | - Phó Chủ Tịch Hội Đồng Trị Sự TW GHPG VN - Trưởng ban Giáo dục Tăng Ni Trung ương - Viện trưởng Học viện Phật giáo Việt Nam tại Hà Nội |
|     | HT. Thích Lệ Trang            | TP. Hồ Chí Minh                          | 1958      | - Chùa Định Thành (quận 10) - Chùa Huê Nghiêm (phường Bình Khánh, quận 2 cũ, hiện là TP Thủ Đức).                                      | - Ủy viên Hội đồng trị sự GHPGVN - Trưởng ban Nghi lễ Trung ương - Trưởng Ban Trị Sự kiêm Trưởng ban Tăng sự Giáo hội Phật giáo Việt Nam Thành phố Hồ Chí Minh |
| 3   | HT. Thích Thiện Toàn          | TP. Đà Nẵng                              | 1954      | - Ủy viên HĐTS TW GHPGVN | |
| 11  | HT Thích Khế Chơn             | Thừa Thiên Huế                           |           | | - Phó Chủ Tịch Hội đồng Trị sự GHPGVN - Trưởng ban HDPT GHPGVN - Trưởng Ban Trị Sự Tỉnh Thừa Thiên Huế |
| 12  | HT. Thích Thanh Điện          | Lào Cai                                  | 1958      | Chùa Duệ Tú | Phó Tổng Thư ký Hội đồng Trị sư – Chánh Văn phòng 1 TW GHPGVN |
|     | TT. Thích Quảng Truyền        | Lạng Sơn                                 |           | | |
|     | TT Thích Minh Huy             | Yên Bái                                  |           | | |
|     | ĐĐ Thích Nguyên Toàn          | Hà Giang                                 |           | | |
| 13  | TT. Thích Minh Quang          | Ninh Bình                                |           | | |
| 14  | TT. Thích Đức Thiện           | Điện Biên                                | 5/4/1966  | - Chùa Phật Tích (Bắc Ninh) - Chùa Phật Tích Trúc Lâm Bản Giốc (Cao Bằng) - Chùa Linh Quang (Điện Biên) - Chùa Hoằng Phúc (Quảng Bình) | - Phó Chủ tịch Hội Đồng Trị Sự TW GHPGVN - Tổng Thư ký HĐTS - Trưởng ban Phật giáo Quốc tế Trung ương - Chủ tịch Ủy ban Phật giáo châu Á vì Hòa bình Việt Nam (ABCP) - Ủy viên Ủy ban Trung ương Mặt trận Tổ quốc Việt Nam khóa IX - Phó Chủ tịch Hội Hữu nghị Việt Nam - Ấn Độ - Phó Chủ tịch Hội Hữu nghị Việt Nam - Sri Lanka - Thành viên Hội đồng Khoa học và Đào tạo Viện Trần Nhân Tông, Đại học Quốc gia Hà Nội - Đại biểu Quốc hội: Khóa XV |
| 15  | TT. Thích Thanh Phụng         | Bắc Ninh                                 | 1964      | Chùa Bảo Uyên (TP. Bắc Ninh) | Ủy viên HĐTS TW GHPGVN |
| 16  | TT. Thích Thanh Vân           | Hải Dương                                | 1968      | | Ủy viên HĐTS TW GHPGVN |
| 17  | HT. Thích Thanh Hiện          | Hưng Yên                                 | 1960      | | Ủy viên HĐTS TW GHPGVN |
| 18  | TT. Thích Thiện Văn           | Bắc Giang                                | 1964      | | Ủy viên HĐTS TW GHPGVN |
| 19  | TT. Thích Nguyên Thành        | Thái Nguyên                              | 1968      | | Ủy viên Thường trực HĐTS TW GHPGVN |
| 20  | TT. Thích Minh Nghiêm         | Phú Thọ                                  | 1968      | | Ủy viên Thường trực HĐTS TW GHPGVN |
| 21  | TT. Thích Thanh Hòa           | Thái Bình                                | 1960      | Chùa Phúc Minh | Ủy viên HĐTS TW GHPGVN |
| 22  | TT. Thích Đức Nguyên          | Hòa Bình                                 | 1973      | | Ủy viên HĐTS TW GHPGVN |
| 23  | TT. Thích Tâm Định            | Thanh Hóa                                |           | | |
| 24  | HT. Thích Tánh Nhiếp          | Quảng Bình                               |           | Chùa Đại Giác | Ủy viên Thường trực HĐTS TW GHPGVN Phó trưởng ban Phật giáo Quốc Tế TW GHPGVN |
| 25  | HT. Thích Thiện Tấn           | Quảng Trị                                | 21/6/1945 | Chùa Cam Lộ | Ủy viên HĐTS TW GHPGVN |
| 26  | HT. Thích Thiện Thành         | Quảng Nam                                | 1943      | | Ủy viên HĐTS TW GHPGVN |
| 27  | HT. Thích Hạnh Lạc            | Quảng Ngãi                               | 1946      | | Thành viên Hội đồng Chứng minh Trung Ương GHPGVN |
| 28  | HT. Thích Nguyên Phước        | Bình Định                                | 1946      | | Ủy viên Thường trực HĐTS TW GHPGVN |
| 29  | HT. Thích Đồng Tiến           | Phú Yên                                  | 1945      | | |
| 30  | HT. Thích Minh Thông          | Khánh Hòa                                | 1949      | | Trưởng ban Trị sự, Trưởng ban Giác dục Phật giáo |
| 31  | TT. Thích Hạnh Thể            | Ninh Thuận                               | 1961      | | - Ủy viên HĐTS TW GHPGVN - Ủy viên ban Tăng sự Trung ương - Ủy viên ban Giáo dục Phật giáo Trung ương - Hiệu trưởng Trường trung cấp Phật học tỉnh Ninh Thuận |
| 32  | HT. Thích Minh Nhật           | Bình Thuận                               | 1959      | | |
| 33  | HT. Thích Quảng Xả            | Kon Tum                                  | 1946      | | |
| 34  | TT. Thích Từ Vân              | Gia Lai                                  | 1945      | | |
| 35  | HT. Thích Châu Quang          | Đắk Lắk                                  | 1951      | Chùa Sắc Tứ Khải Đoan | |
| 36  | TT. Thích Quảng Tuấn          | Đắk Nông                                 | 1970      | | |
| 37  | HT. Thích Thanh Tân           | Lâm Đồng                                 | 1957      | Chùa sắc tứ LInh Quang | Ủy viên HĐTS TW GHPGVN |
| 38  | HT. Thích Thiện Pháp          | Bình Phước                               | 1947      | | - Phó Chủ tịch Thường trực HĐTS TW GHPGVN - Trưởng Ban Tăng Sự TW |
| 39  | HT. Thích Huệ Thông           | Bình Dương                               | 1960      | | - Phó Tổng Thư ký HĐTS - Chánh Văn phòng 2 TW GHPGVN |
| 40  | HT. Thích Nhật Quang          | Đồng Nai                                 | 1943      | | |
| 41  | HT. Thích Niệm Thới           | Tây Ninh                                 | 1949      | | |
| 42  | HT. Thích Quảng Hiển          | Bà Rịa - Vũng Tàu                        | 1943      | | - Uỷ viên Thường trực HĐCM TW GHPGVN |
| 43  | HT. Thích Minh Thiện          | Long An                                  | 1945      | | |
| 44  | TT. Thích Chơn Minh           | Đồng Tháp                                | 1957      | | |
| 45  | HT. Thích Huệ Minh            | Tiền Giang                               | 1950      | | - Ủy viên thường trực HĐTS - Trưởng ban Nghi Lễ Trung Ương GHPGVN |
| 46  | HT. Thích Huệ Tài             | An Giang                                 | 1947      | Chùa Phước Thành (An Giang) | |
| 47  | HT. Thích Nhựt Tấn            | Bến Tre                                  | 1952      | | Ủy viên Thường trực HĐTS TW GHPGVN |
| 48  | HT. Thích Như Tước            | Vĩnh Long                                | 1947      | | |
| 49  | HT. Candasiri(Thạch Sok Xane) | Trà Vinh                                 | 1950      | | |
| 50  | HT. Thích Huệ Đức             | Hậu Giang                                | 1948      | | |
| 51  | HT. BruhmaThero               | Kiên Giang                               | 1951      | | |
| 52  | HT. Vini Ya Tha Ro (Tăng Nô)  | Sóc Trăng                                | 1942      | | Ủy viên Thường trực HĐTS TW GHPGVN |
| 53  | HT. Thích Huệ Trí             | Bạc Liêu                                 | 1953      | | |
| 54  | TT. Thích Huệ Thành           | Cà Mau                                   | 1960      | | |

### Cấp Huyện
- Ban Trị sự cấp huyện, đứng đầu là Trưởng ban Trị sự, do Đại hội Phật giáo cấp huyện suy tôn và được phể chuẩn bởi Ban Trị sự cấp tỉnh. Bao gồm các chức danh:
  - Trưởng Ban Trị sự
  - Phó Trưởng Ban Thường trực
  - Phó Trưởng ban Chuyên trách
  - Các Trưởng ban chuyên môn tương ứng với các ban chuyên môn của Ban Trị sự cấp tỉnh.
  - Chánh Thư ký
  - Phó Thư ký
  - Thủ quỹ
  - Các Ủy viên Thường trực
  - Các Ủy viên

Các Trưởng ban chuyên ngành theo yêu cầu, có thể thành lập một Ban không quá 9 thành viên, do Thường trực Ban Trị sự quyết định chuẩn y.

### Cấp Xã
- Không tổ chức cơ sở Giáo hội ở Xã, Phường, Thị trấn....mà coi các cơ sở Chùa, Tự Viện, Niệm Phật đường, Tịnh xá... là cấp hạt nhân cơ sở của Giáo hội.

## Lãnh đạo
Pháp chủ Hội đồng Chứng minh là người đại diện cao nhất của Giáo hội Phật giáo Việt Nam về mặt giới luật và đạo pháp, thường gọi tắt là Đức Pháp chủ. Từ khi thành lập, đã có bốn vị Pháp chủ:
| #       | Tên (Sinh–Mất)              | Chân dung | Tại nhiệm            | Tại nhiệm                                                                     | Ghi chú | Nguồn |
| #       | Tên (Sinh–Mất)              | Chân dung | Bắt đầu              | Kết thúc                                                                      | Ghi chú | Nguồn |
| ------- | --------------------------- | --------- | -------------------- | ----------------------------------------------------------------------------- | ------- | ----- |
| Đệ nhất | Thích Đức Nhuận (1897–1993) |           | 1981                 | 1993                                                                          |         |       |
| Khuyết  |                             |           | 1993                 | 1997                                                                          |         |       |
| Đệ nhị  | Thích Tâm Tịch (1915–2005)  |           | 1997                 | 2005                                                                          |         |       |
| Khuyết  |                             |           | 2005                 | 2007                                                                          |         |       |
| Đệ tam  | Thích Phổ Tuệ (1917–2021)   |           | 2007                 | 2021                                                                          |         |       |
| Khuyết  |                             |           | 2021                 | 29 tháng 11 năm 2022                                                          |         |       |
| Đệ tứ   | Thích Trí Quảng (Sinh 1940) |           | 29 tháng 11 năm 2022 | Quyền Pháp chủ trong giai đoạn 31 tháng 12 năm 2021 đến 29 tháng 11 năm 2022. |         |       |

Chủ tịch Hội đồng Trị sự Giáo hội Phật giáo Việt Nam là người thay mặt Giáo hội Phật giáo Việt Nam về mặt pháp lý Nhà nước trong mối quan hệ của Giáo hội ở trong nước và ở nước ngoài. Từ khi thành lập, đã có ba vị Chủ tịch Hội đồng Trị sự:
| #      | Tên (Sinh–Mất)               | Chân dung | Tại nhiệm | Tại nhiệm | Ghi chú | Nguồn |
| #      | Tên (Sinh–Mất)               | Chân dung | Bắt đầu   | Kết thúc  | Ghi chú | Nguồn |
| ------ | ---------------------------- | --------- | --------- | --------- | ------- | ----- |
| 1      | Thích Trí Thủ (1909–1984)    |           | 1981      | 1984      |         |       |
| 2      | Thích Trí Tịnh (1917–2014)   |           | 1984      | 2014      |         |       |
| Khuyết |                              |           | 2014      | 2015      |         |       |
| 3      | Thích Thiện Nhơn (Sinh 1950) |           | 2015      | nay       |         |       |

## Phát ngôn báo chí
Theo Quy chế về phát ngôn báo chí, thì phát ngôn báo chí của Giáo hội chỉ được coi là phát ngôn chính thức khi Người giữ quyền phát ngôn hoặc Người phát ngôn lên tiếng. Người giữ quyền phát ngôn bao gồm: Chủ tịch Hội đồng Trị sự (HĐTS), Phó Chủ tịch thường trực HĐTS, Trưởng ban Thông tin Truyền thông (TTTT). Người phát ngôn của GHPGVN là Phó Trưởng ban Thường trực Ban TTTT GHPGVN được Trưởng ban TTTT giao nhiệm vụ bằng văn bản. Hình thức phát ngôn bao gồm: Họp báo thường kỳ và họp báo đột xuất của Người phát ngôn; Họp báo của HĐTS do Chủ tịch, Phó Chủ tịch thường trực chủ trì; Họp báo do Ban Thường trực HĐTS phối hợp với các cơ quan, đơn vị khác đồng tổ chức; Thông cáo báo chí của Hội đồng trị sự, của Ban TTTT; Trả lời phỏng vấn của Người giữ quyền phát ngôn, Người phát ngôn. Nội dung phát ngôn bao gồm: Quan điểm, lập trường chính thức của GHPGVN về đạo Phật, về GHPGVN và những vấn đề thuộc phạm vi hoặc liên quan tới hoạt động và tổ chức của GHPGVN; Tình hình và kết quả trong công tác Phật sự của GHPHVN; Các vấn đề khác do Người giữ quyền phát ngôn giao nhiệm vụ.

## Đào tạo
Các cơ sở đào tạo Tăng ni của Giáo hội mở rộng trên khắp các miền. Hệ thống các trường Trung cấp Phật học được đặt tại các cơ sở của các Tỉnh, Thành hội Phật giáo. Trong cả nước có 30 Trường Trung cấp Phật học và 06 cơ sở đào tạo Cao đẳng Phật học.
Cấp Đại học được đào tạo tại các Học viện Phật giáo:
- Tại miền Bắc: Học viện Phật giáo Việt Nam tại Hà Nội, đặt tại chùa Non Nước xã Phù Linh, huyện Sóc Sơn, thành phố Hà Nội.
- Tại miền Trung: Học viện Phật giáo Việt Nam tại Huế, đặt tại chùa Hồng Đức phường Thủy Xuân, Tp.Huế.
- Tại miền Nam: 
  - Học viện Phật giáo Việt Nam tại TP. Hồ Chí Minh, đặt tại Thiền viện Vạn Hạnh phường 4, quận Phú Nhuận, thành phố Hồ Chí Minh.
  - Học viện Phật giáo Nam Tông Khmer đặt tại chùa Pothi Somron phường Châu Văn Liêm, quận Ô Môn, thành phố Cần Thơ.

Mục tiêu tối thượng nền giáo dục Phật giáo Việt Nam cũng là để giải thoát. Cũng giống như giáo dục thông thường, giáo dục Phật giáo cũng ở Việt Nam do Giáo hội phụ trách cũng có nhiệm vụ: Truyền thụ kiến thức và kinh nghiệm, Giúp con người thích nghi với cuộc sống, Giúp phát triển mọi tiềm năng nội tại của một con người với tư cách một cá nhân. Bên cạnh đó, để vương tới mục tiêu tối thượng là giải thoát, giáo dục Phật giáo Việt Nam chủ trương sử dụng biện pháp buông xả. Tuy nhiên, tùy từng hoàn cảnh, giáo dục Phật giáo Việt Nam còn có một số mục tiêu khác như hướng thiện, góp phần xây dựng một xã hội hài hòa, ở đó mọi người đều có một nếp sống hiền thiện, không tranh đoạt, không cướp bóc, từng bước tiến đến việc nhận thức được bản chất của cuộc sống và khi có đủ điều kiện thì cũng có thể nhắm đến mục đích giải thoát rốt ráo. Giáo dục Phật giáo của Việt Nam hiện nay có những khó khăn riêng do Việt Nam là một quốc gia thế tục, sự hỗ trợ của Nhà nước gần như không có mà chủ yếu đến từ các cá nhân, tổ chức phi nhà nước trong xã hội.
Chương trình học gồm hai phần là Nội điển (các kiến thức của Nhà Phật) và Ngoại điển (các kiến thức khác mang tính thế tục). Hiện nay GHPGVN đã có hơn 100 tiến sĩ, thạc sĩ đào tạo trong nước và ngoài nước, phần lớn tham gia giảng dạy tại các HVPG và các lớp Cao đẳng. Mục tiêu giáo dục trong thời gian tới của GHPGVN sẽ là tiếp tục hoằng dương Phật Pháp, đặc biệt là đối với giới trẻ, phụ nữ, giới tri thức, doanh nhân. Nội dung giảng dạy không chỉ về giáo pháp mà có cả những bài dạy gần gũi với cuộc sống, hướng tới việc ngăn chặn sự băng hoại về đạo đức trong các tầng lớp người dân

### Hệ thống đào tạo
- Hệ giáo dục phổ cập, dành cho tất cả mọi người, bao gồm các trung tâm thuyết pháp và giảng dạy giáo lý trên toàn quốc
- Hệ giáo dục sơ cấp, do các vị trụ trì hay Duy-na dạy tại các chùa
- Hệ giáo dục trung cấp, dành cho các đối tượng là Tăng Ni sinh có trình độ phổ thông tối thiểu là hết lớp 9/12, hướng đến giới, định, tuệ, giải thoát, và giải thoát tri kiến; cung cấp cho Tăng Ni sinh một nền tảng văn, tư, tu; hướng Tăng Ni sinh đến đời sống thanh tịnh và giải thoát cho tự thân
- Hệ giáo dục Đại học, đào tạo chuyên sâu về Phật học cho những người đã tốt nghiệp cơ bản Phật học và có trình độ thế học tối thiểu là tốt nghiệp lớp 12 nhằm cung cấp những vị có khả năng trước tác, dịch thuật, giảng dạy, góp phần hoàn bị sứ mạng giáo dục phổ cập và cơ bản Phật học.[19]
- Hệ bậc sau đại học.[20]

## Một số Đại giới đàn tiêu biểu
Truyền giới và thọ giới là hoạt động đặc thù của Tăng-già trong ngành Tăng sự Giáo hội, được xem là Phật sự quan trọng. Hàng năm, nhiều tỉnh thành được Giáo hội cho phép tổ chức Đại giới đàn, tuy nhiên, việc tổ chức sự kiện đặc thù này vẫn chưa được thống nhất toàn quốc.
| Đại giới đàn                     | Năm  | Tỉnh/TP     | Nơi tổ chức              | Đàn đầu Hoà thượng                              |
| -------------------------------- | ---- | ----------- | ------------------------ | ----------------------------------------------- |
| Đại giới đàn chùa Cả             | 1975 | Hà Nam Ninh | Chùa Cả - Thánh Ân Tự    | HT Thích Chân Thường (Tổ Trà)                   |
| Đại Giới đàn tu học phật pháp TW | 1978 | Tp. Hà Nội  | Chùa Quán Sứ             | Hoà thượng Thích Trí Độ                         |
| Đại giới Đàn Hà Tây 1997         | 1997 | Hà Tây      | Chùa Mỗ Lao (Hà Đông)    | Hoà thượng Thích Phổ Tuệ                        |
| Đại giới Đàn Hà Tây 2001         | 2001 | Hà Tây      | Chùa Hội Xá              | Hoà thượng Thích Phổ Tuệ                        |
| Đại giới đàn Hà Nội              | 2009 | TP. Hà Nội  | Chùa Bà Đá               | Hoà thượng Thích Phổ Tuệ                        |
| Đại giới đàn Hà Nội              | 2011 | TP. Hà Nội  | Chùa Hội Xá              | Hoà thượng Thích Phổ Tuệ                        |
| Đại giới đàn Hà Nội              | 2013 | TP. Hà Nội  | Chùa Bằng - Linh Tiên Tự | Hoà thượng Thích Phổ Tuệ                        |
| Đại giới đàn Hà Nội              | 2015 | TP. Hà Nội  | Chùa Bằng - Linh Tiên Tự | Hoà thượng Thích Phổ Tuệ                        |
| Đại giới đàn Hà Nội              | 2017 | TP. Hà Nội  | Chùa Bằng - Linh Tiên Tự | Hoà thượng Thích Phổ Tuệ                        |
| Đại giới đàn Hà Nội              | 2019 | TP. Hà Nội  | Chùa Bằng - Linh Tiên Tự | HT. Thích Phổ TuệHT. Thích Thanh Đàm (thay mặt) |
| Đại giới đàn Hà Nội              | 2021 | TP. Hà Nội  | Chùa Bằng - Linh Tiên Tự | HT. Thích Thanh Đàm                             |

## Đóng góp cho xã hội

### Các hoạt động thiện nguyện
Thực hành giáo lý của nhà Phật về từ bi, hỷ xả, phổ độ chúng sinh, giáo hội đã có nhiều hoạt động thiện nguyện. Cũng như mọi tôn giáo khác, hoạt động thiện nguyện luôn được Phật giáo nói chung và Giáo hội nói riêng đề cao. Hiện tại, Giáo hội có 50 cơ sở nuôi dưỡng trẻ mồ côi, người già cô đơn, người tàn tật; gần 70 Tuệ Tĩnh đường, hơn 650 phòng chẩn trị y học dân tộc, 1 phòng khám đa khoa khám, chữa bệnh và phát thuốc miễn phí. Hoạt động hỗ trợ đồng bào chịu ảnh hưởng của thiên tai cũng là một trong các điểm nhấn khi tổng số tiền ủng hộ trong suốt 35 năm từ khi thành lập Giáo hội, Tăng ni và phật tử là hơn 20.000 tỷ đồng (chưa tính trượt giá theo thời gian và đây là thống kê chưa đầy đủ)
Những hoạt động thiện nguyện của Giáo hội, Tăng ni và Phật tử đã góp phần chia sẻ gánh nặng về chi phí bảo trợ xã hội cho các cơ quan nhà nước. Hiện tại, Giáo hội cũng đang tổ chức đào tạo một số lượng lương y nhất định để phục vụ yêu cầu khám, chữa bệnh của người dân. Phục vụ nhu cầu chăm sóc người già neo đơn, Giáo hội cũng đã mở hơn 20 cơ sở dưỡng lão. Tuy nhiên số lượng này còn khiêm tốn, chưa đáp ứng được hết nhu cầu của xã hội. Để nâng cao chất lượng nguồn nhân lực cho xã hội, Giáo hội cũng có các cơ sở dạy nghề cho thanh niên khó khăn.
Không chỉ thực hiện các hoạt động thiện nguyện ở trong nước, Giáo hội cũng có những hoạt động thiện nguyện ở các nước láng giếng. Điều này không chỉ giúp người dân ở các nước láng giềng bớt khó khăn mà còn giúp nhân dân Việt Nam và nước bạn tăng cường hiểu biết lẫn nhau.

### Đóng góp về văn hóa, khoa học, âm nhạc
Theo Phó Giáo sư Nguyễn Hữu Sơn (Viện Văn học Việt Nam), trong thế kỷ XX, Phật giáo Việt Nam nói chung và Giáo hội nói riêng đã có nhiều đóng góp về mặt văn hóa cho xã hội. các loại kinh sách đã được viết bằng chữ Quốc ngữ, được phát hành rộng rãi và không hạn chế, tiếng tụng và giảng kinh của các sư thầy đã được thu vào băng, đĩa, phát hành trên internet. Nhờ các tiến bộ về truyền thông, giáo lý nhà Phật ngày càng thấm sâu vào xã hội. Hòa mình cùng sự phát triển của khoa học, mối quan hệ giữa khoa học-tôn giáo mà ở đây là khoa học-Phật giáo có bước phát triển mới với những xu thế như "Nhìn Phật giáo qua khoa học", "Phật giáo - những vấn đề triết học", "Sự hợp tác giữa khoa học và tôn giáo" và ngay như nhà thiên văn học Trịnh Xuân Thuận cũng rằng Phật giáo đã giúp cho khoa học giải thích được việc có tồn tại hay không của một Đấng Tối cao khi Phật giáo quan niệm rằng sự hoà điệu tuyệt vời của vũ trụ đủ để cho ý thức xuất hiện không hề là công trình của một Đấng Tối cao nào cả, bởi vì nhân vật này không hề hiện hữu, vật chất và ý thức đã luôn cộng hữu với nhau từ vô thủy. Bên cạnh đó, các công trình Hán-Nôm đã được góp một phần cực kỳ quan trọng của các sư thầy và Phật tử, những người đã chủ động sưu tập, hệ thống hoá, dịch thuật và truyền bá. Những giá trị nhân văn cao cả, công bằng, bắc ái đã được truyền thụ. Về kiến trúc, hệ thống chùa đã được Giáo hội, Tăng ni, Phật tử hết sức quan tâm để trùng tu, sửa chữa cũng như lưu giữ những nét đẹp vốn có. Mặc dù Phật giáo không thể làm thay các công việc thuộc về thể chế xã hội, sự quản lý hành chính, pháp luật, giáo dục... nhưng hoàn toàn có thể tham gia điều chỉnh khả năng nhận thức, khuyến khích điều thiện và ngăn chặn cái ác, lòng tham.
Về mặt giáo dục, do Phật giáo quan niệm giáo dục trí tuệ có tính nền tảng nên bên cạnh những công tác thiện nguyện, hoạt động bồi dưỡng kiến thức nhằm chuyển hóa nội tâm, cải tạo cái xấu, bồi dưỡng phát huy cái tốt, trang bị cho mỗi cá nhân những nhận thức có chính kiến, đức tin chân chính, những phẩm chất tâm linh, ý chí và đạo đức nhân bản, để họ làm hành trang tư lương cho đời sống an lạc là một việc không thể thiếu của Giáo hội.
Về mặt kiến trúc, GHPGVN coi kiến trúc là một phần của nền văn hóa Việt Nam và kiến trúc Phật giáo là một phần của kiến trúc Việt Nam. Phật giáo Việt Nam có nhiều tông phái khác nhau nên cũng có kiến trúc khác nhau để thể hiện quan điểm của mỗi tông phái.
Do Phật giáo Việt Nam có xu hướng thế tục nên nền âm nhạc Việt Nam cũng có những ảnh hưởng từ Phật giáo. Hiện nay, GHPGVN cũng cho rằng âm nhạc Phật giáo là một phần của nét văn hóa tín ngưỡng Việt Nam. Âm nhạc Phật giáo được thể hiện qua các bài tụng kinh, các nghi lễ thực hành tôn giáo. Âm nhạc Phật giáo cũng mang âm hưởng của âm nhạc dân gian như đờn ca tài tử, chèo,... Trong quá trình phát triển và hội nhập hiện nay, âm nhạc Phật giáo cũng kế thừa những điểm ưu việt trong nhạc lý phương Tây để quá trình diễn xướng được gần gũi với người dân hơn. Đại Đức Thích Chân Quang thể nghiệm một lối tụng mới cho kinh Phật, dựa theo giai điệu của thời đại và tâm tình của lớp trẻ hôm nay, cũng là một hướng đi có ý nghĩa, là một đóng góp đáng kể cho âm nhạc mới Phật giáo thời nay. Nhiều nghi lễ Phật giáo đã trở thành nguồn cảm hứng sáng tác các tác phẩm nghệ thuật.

### Đóng góp xây dựng khối đại đoàn kết dân tộc
Thực hành giáo lý nhà Phật về hài hòa và bình đẳng (sự hài hòa và bình đẳng giữa người với người và giữa người với đời sống xung quanh), Phật giáo nói chung và Giáo hội nói riêng đã tiếp tục khơi dậy và phát huy tinh thần khoan dung, dân chủ, yêu nước, thương nòi, cùng chung tay xây dựng khối đại đoàn kết toàn dân tộc, sự đồng thuận xã hội qua phương châm "sống tốt đời, đẹp đạo". Phật giáo là một tôn giáo hướng dẫn con người "biết sống và bảo vệ sự sống". Trong lịch sử thế giới không có sự kiện nào cho thấy rằng người phật tử đã làm điều nguy hại đối với tôn giáo khác ở bất cứ nơi nào trên thế giới vì mục đích truyền bá Phật pháp. Người phật tử không xem sự tồn tại của các tôn giáo khác, hoặc của cộng đồng tộc người, văn hóa khác như là một chướng ngại đối với hạnh phúc và an lạc của bản thân mình, tộc người mình, cộng đồng minh hay cả tôn giáo mà mình đang theo.

## Hợp tác quốc tế
Phục vụ công tác hợp tác quốc tế, Giáo hội có Ban Phật giáo Quốc tế, thuộc Hội đồng Trị Sự. Giáo hội là thành viên sáng lập Hội Liên hữu Phật giáo thế giới từ năm 1950 tại thủ đô Columbo, Srilanka, Hội Phật giáo Châu Á vì Hòa Bình (ABCP), Thành viên sáng lập Liên minh Phật giáo Thế giới (Ấn Độ), Hội Phật giáo Thế giới Truyền bá Chánh pháp, Hội Đệ tử Như Lai Tối thượng (Sri Lanka), Ủy ban Quốc tế Đại lễ Vesak Liên Hợp Quốc (Thái Lan), Ủy ban Đại học và Cao đẳng Phật giáo Thế giới tại Thái Lan, Thành viên Hội Sakyadhita Thế giới cũng như lãnh đạo Hội Phật tử Việt Nam tại Pháp và châu Âu... Giáo hội đã có những hoạt động mở rộng mối quan hệ, liên kết thân hữu, hợp tác trao đổi kinh nghiệm tu tập giữa Giáo hội, tăng, ni, phật tử Việt Nam với Giáo hội, các truyền thống hệ phái Phật giáo và tăng, ni, phật tử các nước trong khu vực ASEAN, châu Á, châu Âu, châu Mỹ và các quốc gia, vùng lãnh thổ trên toàn thế giới. Giáo hội tham gia nhiều hội nghị, hội thảo quốc tế về tôn giáo, đóng góp những hoạt động của mình vào thành công chung của các hội nghị. Bên cạnh đó, Giáo hội đã tổ chức thành công Lễ Phật đản Liên hợp quốc (Vesak) các năm 2008, 2014 và 2019. Tham dự Đại lễ có hàng nghìn đại biểu đến từ hàng chục vùng quốc gia, lãnh thổ khác nhau. Trong năm 2011, Giáo hội đã tổ chức thành công Hội nghị Ni giới Phật giáo Thế giới lần thứ 11.
Bên cạnh đó, hoạt động hợp tác quốc tế về đào tạo cũng được GHPGVN chú trọng. GHPGVN đã chủ động tăng cường mở rộng mối quan hệ, liên kết thân hữu, hợp tác trao đổi kinh nghiệm tu tập giữa Giáo hội, tăng, ni, phật tử Việt Nam với Giáo hội, các truyền thống hệ phái Phật giáo và tăng, ni, Phật tử các nước trong khu vực ASEAN, châu Á, châu Âu, châu Mỹ và các quốc gia, vùng lãnh thổ trên toàn thế giới. Thượng toạ Thích Thọ Lạc - Ủy viên Hội đồng Trị sự, Trưởng ban Trị sự Phật giáo tỉnh Ninh Bình cho biết, GHPGVN đã đặc biệt chú trọng việc đào tạo nguồn nhân lực bằng việc đưa nhiều tăng, ni ra nước ngoài học tập nghiên cứu và đào tạo tại: Ấn Độ, Trung Quốc, Đài Loan, Myanmar, Nhật Bản, Mỹ, Srilanka, Thái Lan,... hàng trăm tăng, ni đã hoàn thành chương trình thạc sĩ và tiến sĩ về nước đảm đương các công tác Phật sự.
Năm 2015, Hội thảo quốc tế về Phật giáo vùng Mê-kông đã diễn ra tại Thành phố Hồ Chí Minh. Hội thảo không chỉ thu hút giới nghiên cứu trong Đạo tại các nước vùng sông Mê-công mà có các học giả nghiên cứu Phật giáo nhưng không phải Tăng ni. Năm 2013, Hội thảo quốc tế về Phật giáo châu Á và Việt Nam đã diễn ra ở Quảng Ninh.
Quá trình hợp tác quốc tế diễn ra ở nhiều cấp khác nhau và ở nhiều tông phái khác nhau.

## Chỉ trích
Đã có những tranh cãi về tính cần thiết của việc đưa môn học về Chủ nghĩa Marx–Lenin vào chương trình thi cử của một cơ sở đào tạo tôn giáo trực thuộc giáo hội, sau khi website của Học viện Phật giáo Việt Nam tại Thành phố Hồ Chí Minh ngày 19 tháng 12 năm 2016 đăng thông báo về việc tuyển sinh thạc sĩ Phật học khóa 2 dự kiến tổ chức vào tháng 3 năm 2017, trong đó liệt kê các môn thi gồm Phật học, Triết học Phật giáo và Marx–Lenin, cùng Ngoại ngữ (Anh văn hoặc Hoa văn). Hòa thượng Thích Không Tánh, Tổng vụ trưởng Tổng vụ Từ thiện Xã hội của Giáo hội Phật giáo Việt Nam Thống nhất, nguyên trụ trì chùa Liên Trì và là một người bất đồng chính kiến, nhận định: "Học viện Phật giáo Việt Nam là một tổ chức tôn giáo trực thuộc nhà nước thì đương nhiên họ phải giảng dạy và thi tuyển môn [Marx–Lenin] rồi." Theo ông, động thái này cho thấy chính quyền Việt Nam muốn "nô lệ hóa người của Phật giáo" và đào tạo các học viên tốt nghiệp Học viện Phật giáo "trở thành cán bộ tuyên truyền tôn giáo" nhằm phổ biến rộng khắp môn Marx–Lenin đến cộng đồng Phật tử.